# East Midlands Counties Football League 2014–15
East Midlands Counties Football League 2014–15 là giải đấu thứ 7 trong lịch sử East Midlands Counties Football League ở Anh.
Giải đấu gồm 20 đội bóng, với sự góp mặt của 3 đội mới:
- Ashby Ivanhoe, thăng hạng từ Leicestershire Senior League.
- Kimberley Miners Welfare, thăng hạng từ Nottinghamshire Senior League.
- South Normanton Athletic, thăng hạng từ Central Midlands League.

## Bảng xếp hạng
| XH | Đội                        | Tr | T  | H  | T  | BT  | BB  | HS   | Đ    | Lên hay xuống hạng                       |
| -- | -------------------------- | -- | -- | -- | -- | --- | --- | ---- | ---- | ---------------------------------------- |
| 1  | Bardon Hill (C) (P)        | 38 | 26 | 4  | 8  | 110 | 45  | +65  | 82   | Promoted to MFL Premier Division 2015–16 |
| 2  | St Andrews                 | 38 | 26 | 4  | 8  | 101 | 48  | +53  | 82   |                                          |
| 3  | Radford                    | 38 | 22 | 8  | 8  | 95  | 48  | +47  | 74   |                                          |
| 4  | Ellistown & Ibstock United | 38 | 22 | 7  | 9  | 102 | 51  | +51  | 73   |                                          |
| 5  | Blaby & Whetstone Athletic | 38 | 21 | 7  | 10 | 80  | 50  | +30  | 70   |                                          |
| 6  | Ashby Ivanhoe              | 38 | 20 | 6  | 12 | 72  | 52  | +20  | 66   |                                          |
| 7  | South Normanton Athletic   | 38 | 19 | 8  | 11 | 89  | 61  | +28  | 65   |                                          |
| 8  | Holwell Sports             | 38 | 17 | 8  | 13 | 71  | 71  | 0    | 59   |                                          |
| 9  | Barrow Town                | 38 | 16 | 10 | 12 | 73  | 70  | +3   | 58   |                                          |
| 10 | Arnold Town                | 38 | 18 | 4  | 16 | 72  | 74  | −2   | 58   |                                          |
| 11 | Holbrook Sports            | 38 | 15 | 8  | 15 | 84  | 76  | +8   | 53   |                                          |
| 12 | Gedling Miners Welfare     | 38 | 16 | 5  | 17 | 65  | 72  | −7   | 53   |                                          |
| 13 | Kimberley Miners Welfare   | 38 | 13 | 10 | 15 | 74  | 71  | +3   | 49   |                                          |
| 14 | Anstey Nomads              | 38 | 14 | 7  | 17 | 70  | 75  | −5   | 49   |                                          |
| 15 | Stapenhill                 | 38 | 12 | 7  | 19 | 56  | 76  | −20  | 43   |                                          |
| 16 | Borrowash Victoria         | 38 | 13 | 3  | 22 | 70  | 105 | −35  | 42   |                                          |
| 17 | Radcliffe Olympic          | 38 | 12 | 5  | 21 | 63  | 82  | −19  | 038a |                                          |
| 18 | Graham Street Prims        | 38 | 10 | 3  | 25 | 57  | 93  | −36  | 33   |                                          |
| 19 | Aylestone Park             | 38 | 4  | 5  | 29 | 53  | 135 | −82  | 016b |                                          |
| 20 | Greenwood Meadows          | 38 | 3  | 3  | 32 | 42  | 144 | −102 | 12   |                                          |

Cập nhật đến ngày 1 tháng 5 năm 2015
Nguồn: East Midlands Counties League
aRadcliffe Olympic bị trừ 3 điểm vì đưa vào sân một cầu thủ không hợp lệ.
bAylestone Park bị trừ 1 điểm vì đưa vào sân một cầu thủ không hợp lệ.
Quy tắc xếp hạng: 1. Điểm; 2. Hiệu số bàn thắng; 3. Số bàn thắng.
(VĐ) = Vô địch; (XH) = Xuống hạng; (LH) = Lên hạng; (O) = Thắng trận Play-off; (A) = Lọt vào vòng sau. 
Chỉ được áp dụng khi mùa giải chưa kết thúc: 
(Q) = Lọt vào vòng đấu cụ thể của giải đấu đã nêu; (TQ) = Giành vé dự giải đấu, nhưng chưa tới vòng đấu đã nêu.